# De-Zeven-Provinciën-Klasse (2002)
Die De-Zeven-Provinciën-Klasse besteht aus vier als Fregatten klassifizierten Schiffen der niederländischen Marine. Die zwischen 2002 und 2005 in Dienst gestellten Einheiten sind als Mehrzweckschiffe ausgelegt, der Schwerpunkt liegt aber auf weiträumiger Luftabwehr (AAW) und der Führung (Command & Control) von Flottenverbänden. Für letztere Aufgabe verfügen die ersten beiden Schiffe über zusätzliche Ausrüstung. Entsprechend dem Aufgabenspektrum heißen sie auch LCF, was für „Luchtverdedigings- en commandofregat“ steht. Die Klasse ist benannt nach den Sieben Provinzen, einer frühen Version des niederländischen Staates.

## Entwicklung

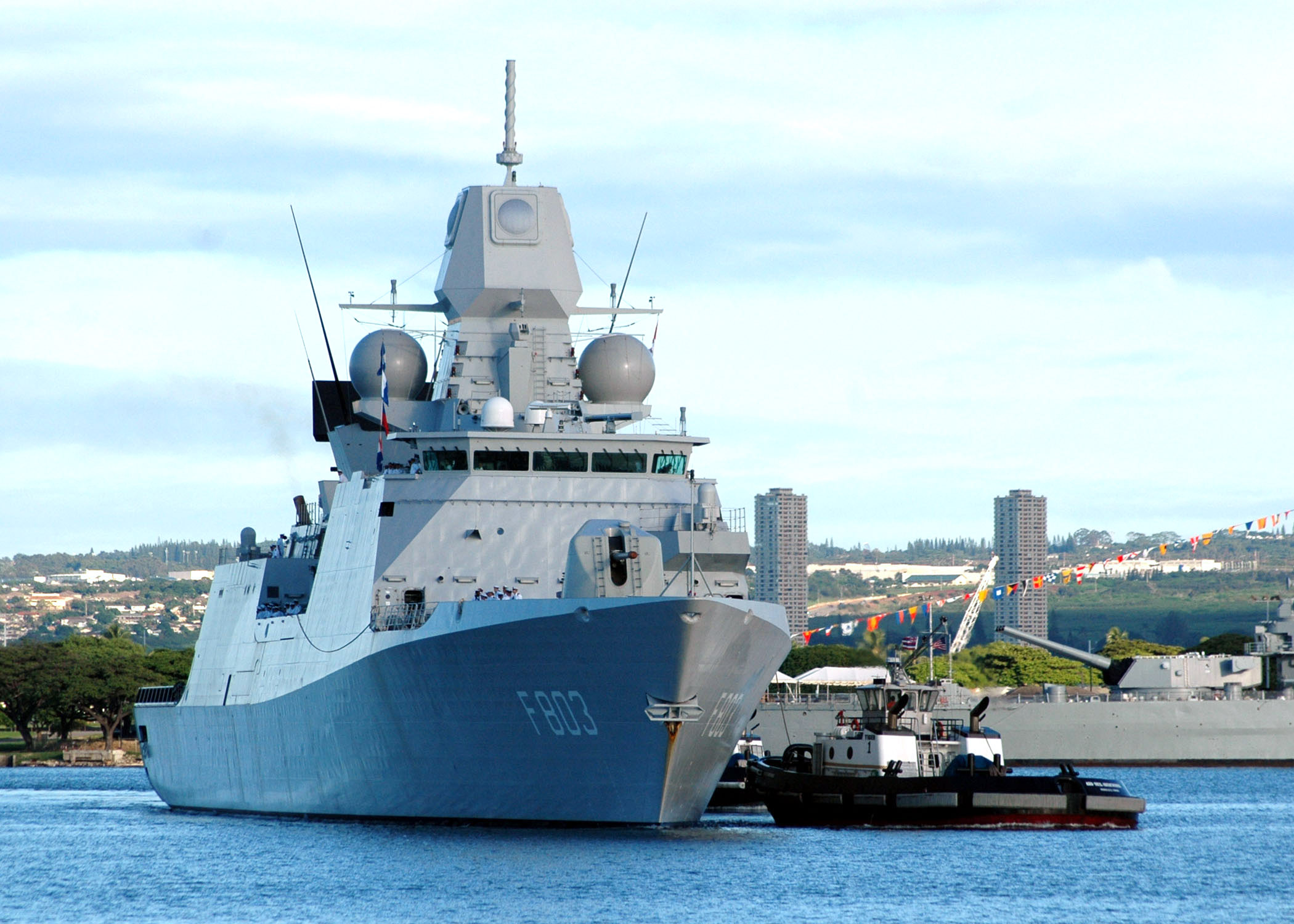
Die Fregatte Tromp (F803), 2006

Anfang der 1980er-Jahre nahmen die Niederlande am Projekt „NATO Frigat Replacement for 90s“, kurz NFR-90, teil, welches zum Ziel hatte, für alle acht partizipierenden NATO-Länder ein einheitliches Fregattendesign zu entwickeln. In den Niederlanden sollten insbesondere die vier Schiffe der Jacob-van-Heemskerck- und Tromp-Klassen ersetzt werden. Aufgrund zu großer Unterschiede zwischen den Bedürfnissen der einzelnen Marinen musste das Projekt 1989 eingestellt werden. Die USA bauten auf nationaler Basis die Arleigh-Burke-Klasse, während sich Großbritannien, Italien und Frankreich für ein neuerliches Kooperationsprojekt, die Horizon Common New Generation Frigate (Horizon CNGF) entschieden. Die verbliebenen vier Länder – Spanien, Deutschland, die Niederlande und Kanada – ließen auf nationaler Basis Machbarkeitsstudien anfertigen. Schließlich konnten sich Spanien, Deutschland und die Niederlande auf ein trilateral zu entwickelndes Grunddesign verständigen, welches national gebaut und ausgestaltet werden würde. Im Rahmen dieses „Trilateral Frigate Cooperation“, kurz TFC, genannten Abkommens wurden in Deutschland die Sachsen-Klasse, in Spanien die Álvaro-de-Bazán-Klasse und in den Niederlanden die De-Zeven-Provinciën-Klasse gebaut.
Alle drei im Rahmen der Trilateral Frigate Cooperation gebauten Schiffsklassen sind als Fregatten klassifiziert.

## Schiffsliste
Alle Einheiten der De-Zeven-Provinciën-Klasse wurden von der Schelde-Werft in Vlissingen gebaut. Die Benennung der Schiffe erfolgte – mit Ausnahme des ersten, das an die Republik der Sieben Vereinigten Provinzen erinnert – nach niederländischen Familien, die jeweils mehrere bekannte Seefahrer hervorgebracht haben.
| Kennung | Name                | Kiellegung        | Stapellauf     | in Dienst gestellt |
| ------- | ------------------- | ----------------- | -------------- | ------------------ |
| F802    | De Zeven Provinciën | 1. September 1998 | 8. April 2000  | 26. April 2002     |
| F803    | Tromp               | 3. September 1999 | 7. April 2001  | 14. März 2003      |
| F804    | De Ruyter           | 1. September 2000 | 13. April 2002 | 22. April 2004     |
| F805    | Evertsen            | 3. September 2001 | 19. April 2003 | 10. Juni 2005      |

## Technologie

### Schiffsplattform
Die Schiffe sind über alles jeweils 144,24 m lang und 18,8 m breit. Auf Wasserlinie betragen die Werte 130,2 m respektive 17,15 m. Dabei liegt maximale Verdrängung bei rund 6050 t und der Tiefgang bei 5,18 m.
Die Besatzung besteht inklusive eines Stabs von 28 Personen aus 202 Personen. Es besteht außerdem die Möglichkeit, weitere 30 Personen unterzubringen, beispielsweise kann eine Entermannschaft mitgeführt werden.

### Antrieb
Als Antrieb wurde ein CODOG-System gewählt. Für die Marschfahrt werden die relativ langsamen, aber effizienten Dieselmotoren genutzt, während für Höchstfahrt die Gasturbinen den Vortrieb des Schiffs übernehmen. Die Dieselkomponente besteht aus zwei Wärtsilä-Dieselmotoren von je 5 MW Leistung. Bei den Gasturbinen, wovon jedes Schiff ebenfalls zwei Stück erhält, hatte man die Wahl zwischen der LM2500 von General Electric und der Spey von Rolls-Royce. Die Entscheidung fiel auf das Modell von Rolls-Royce mit 19,5 MW Leistung. Die Kraftübertragung erfolgt über zwei Wellen und zwei Verstellpropeller. Außerdem ist eine Ruder-Roll-Stabilisierungsanlage eingebaut. Diese Antriebsanlage ermöglicht eine Höchstgeschwindigkeit von 29 kn und eine Marschgeschwindigkeit von 18 kn. Die Reichweite bei 18 Knoten beträgt rund 5000 nm.
Für den Strombedarf der Schiffe sind vier Dieselgeneratoren von Paxman (Tochterunternehmen von Alstom, heute Teil von MAN) vorhanden. Die Leistung liegt bei 1650 kW.

### Tarnkappentechnologie
Die De-Zeven-Provinciën-Klasse ist, wie die meisten aktuell in Beschaffung oder in Planung befindlichen Kriegsschiffe, nach dem Tarnkappenprinzip gebaut. Das heißt, die Schiffe werden so gestaltet, dass sie schwerstmöglich ortbar sind. Als zentraler Punkt wird dabei der sogenannte Radarquerschnitt so weit wie möglich reduziert. Zu diesem Zweck müssen alle Außenwände schräg gestellt und aus radarabsorbierenden Materialien gefertigt sein. Zudem werden spezielle Farben und Beschichtungen eingesetzt, welche die Radarrückstrahlung weiter reduzieren sollen. Auch Raketenstarter, Geschütze, Beiboote etc. müssen entsprechend verkleidet werden. Ein zweiter Punkt ist die Reduktion der Wärmeabstrahlung, da diese von IR-Sensoren geortet werden kann. Das Hauptproblem sind hierbei die Abgase, die deshalb mit Frischluft durchmischt und abgekühlt werden, bevor sie ausgestoßen werden. Der Vorteil dieser Techniken besteht darin, dass die Schiffe schwerer und somit erst später vom Gegner geortet werden können. Schiffe für die Radarortung vollständig unsichtbar zu machen, ist jedoch, trotz anderslautender Behauptungen, nicht möglich. Auch sind Tarnkappenschiffe nicht mit Tarnkappenflugzeugen, wie zum Beispiel der Northrop B-2, zu vergleichen. Schiffe befinden sich oft monatelang auf Einsatzfahrten und sind ständig dem aggressiven Meerwasser ausgesetzt, deshalb können viele im militärischen Flugzeugbau verwendete Spezialbeschichtungen auf Schiffen nicht angewendet werden.

### Sensoren und Kommunikationsmittel

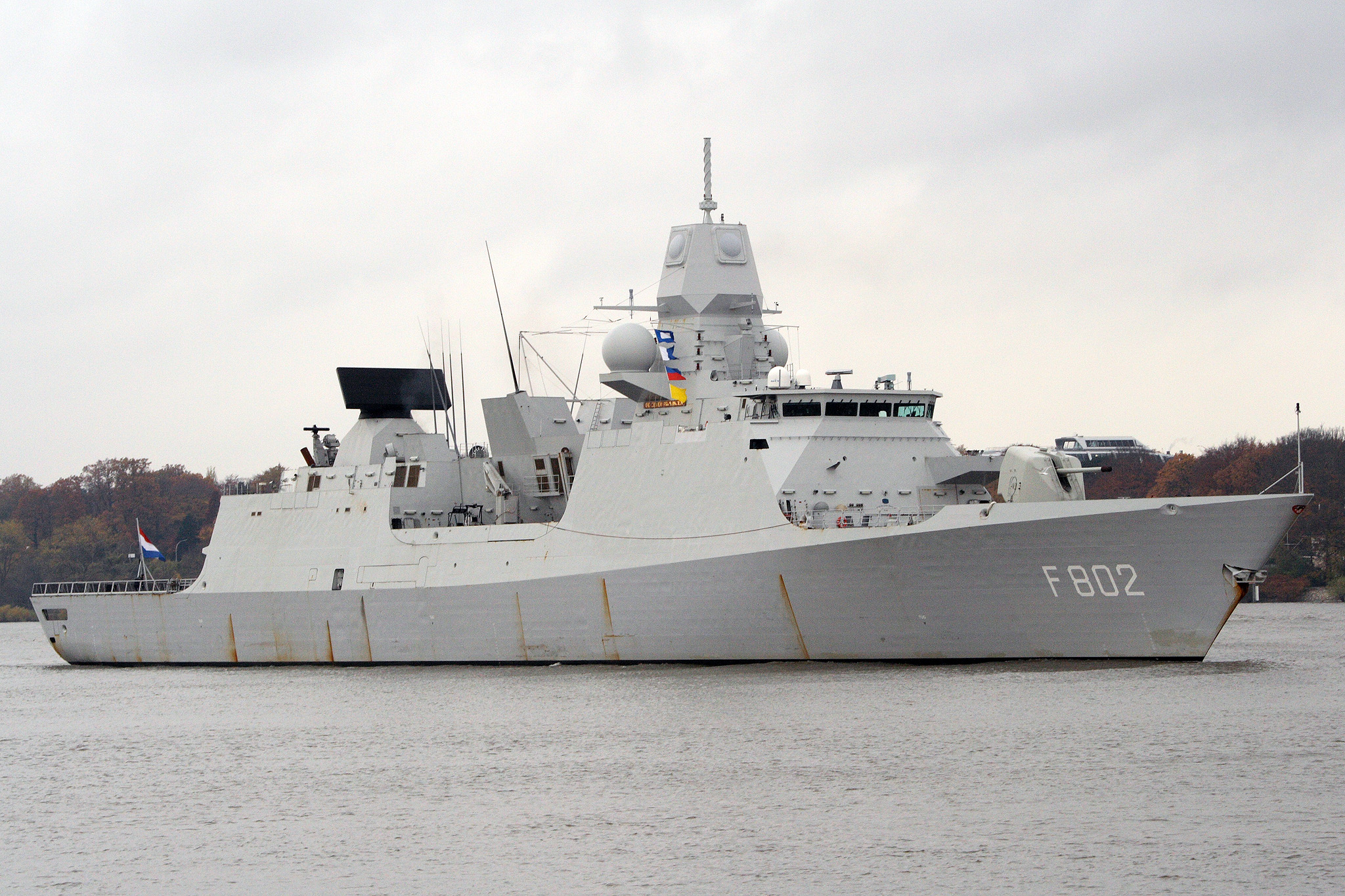
Gut zu erkennen sind der hohe Turm mit dem APAR hinter der Brücke und der kleinere Turm mit dem SMART-L über dem Hangar sowie das Hauptgeschütz am Bug

Die zentralen Elemente der Elektronik sind die beiden Radaranlagen SMART-L und APAR vom europäischen Rüstungskonzern Thales. Das APAR ist ein dreidimensionales Mehrzweckradar, welches auf der AESA-Technologie basiert und im X-Band arbeitet. Seine vier nicht drehbaren Antennen, die unabhängig voneinander jeweils einen 90-Grad-Sektor abtasten, sind auf dem höheren Mast hinter der Brücke montiert. Das SMART-L ist ein Langstrecken-Luftsuchradar, welches ebenfalls auf der AESA-Technik basiert und im D-Band arbeitet. Montiert ist es auf einem relativ kleinen Mast über dem Helikopterhangar.
Weiterhin verfügen die Schiffe über das Oberflächensuch- und Navigationsradar Scout von Thales, ein Decca-Navigationsradar, ein Rumpfsonar vom Typ DSQS-24C von Atlas Elektronik, ein IFF, das Sirius-IR-System von Thales und ein FüWeS (Führungs- und Waffeneinsatzsystem) von CAMS-Force Vision. Alle vier Einheiten verfügen über eine umfangreiche Kommunikationsausstattung, welche unter anderem Link 11, Link 16 und SatCom umfasst. Die Kommunikationsausstattung der ersten beiden Schiffe ist jedoch wesentlich umfassender als die der beiden anderen, da diese als spezielle Führungsschiffe konzipiert sind.

## Bewaffnung

### Lenkwaffen
Als Hauptbewaffnung ist ein Mk 41 Vertical Launching System mit 5 × 8 Zellen eingebaut. Dieses kann Luftabwehrraketen SM-2 (Langstrecke) und ESSM (Mittelstrecke) abfeuern. Da die wesentlich kleinere ESSM im Quadpack, das heißt vier Flugkörper in einer VLS-Zelle, geladen werden kann, können je 32 SM-2 und ESSM mitgeführt werden. Da die kürzere „Tactical“-Version des Mk. 41 VLS verbaut wurde, ist es nicht möglich, BGM-109-Tomahawk-Marschflugkörper einzusetzen. Grundsätzlich könnten sowohl die bestehenden Zellen auf die längere „Strike“-Version umgerüstet als auch ein sechstes Modul mit acht weiteren VLS-Zellen eingefügt werden, da für beides der notwendige Platz eingeplant wurde. Diese Modifikationen wurden 2005 zwar angekündigt, dann aus Kostengründen aber doch gestrichen.
Daneben sind zwei Vierfachstarter für Seezielflugkörper RGM-84 Harpoon und zwei Zwillingssätze Mk.-32-Torpedorohre für U-Jagd-Torpedos vom Typ Mk. 46 vorhanden.

### Geschütze

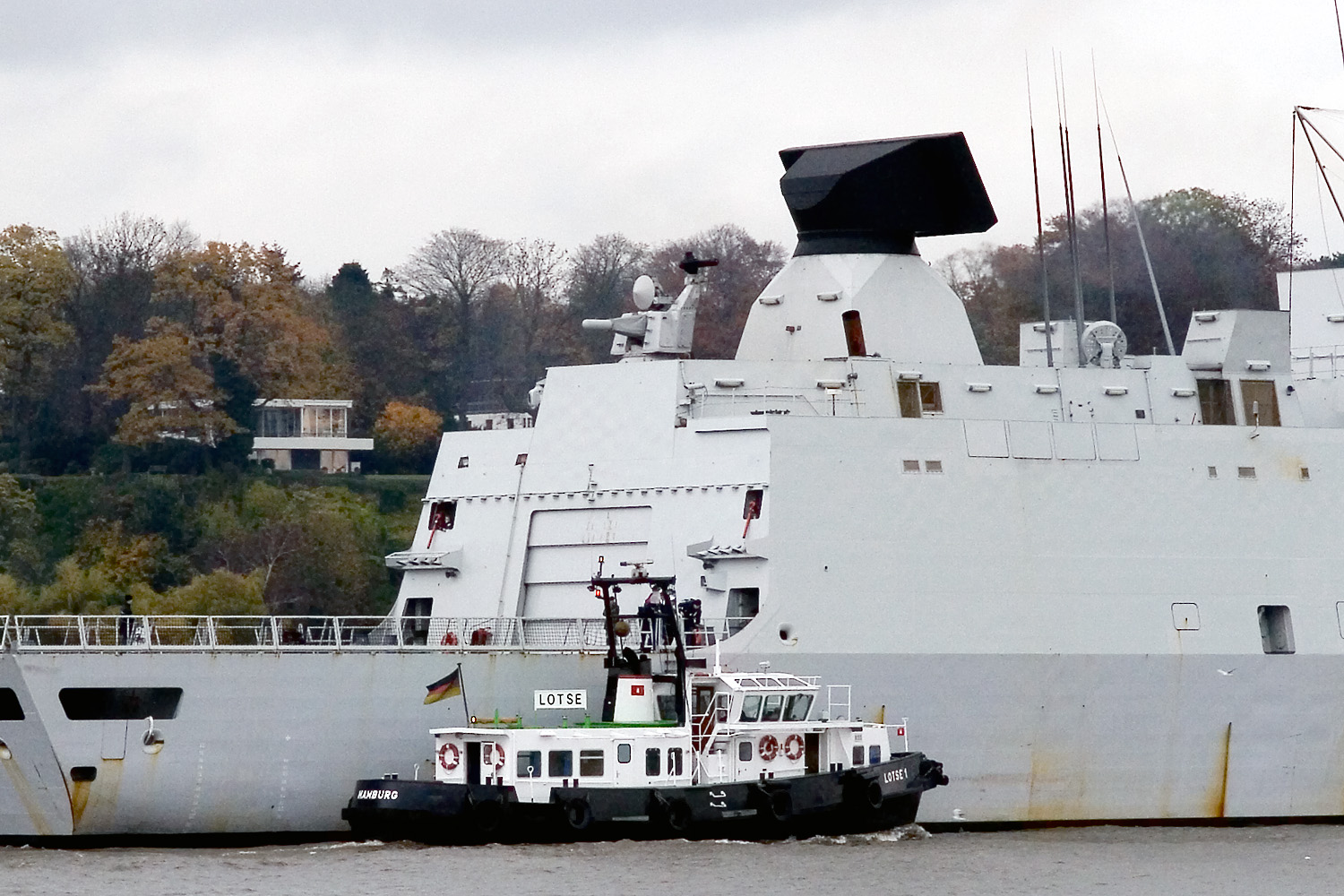
Gut zu erkennen sind der Hangar und das Goalkeeper-Nahbereichsverteidigungssystem darüber

Das Hauptgeschütz ist das 127/54 Compact vom italienischen Hersteller Oto Melara. Dabei handelt es sich um Schiffsartillerie im von der NATO standardisierten Kaliber 127 mm (5 Zoll) mit 54 Kaliberlängen. Das relativ große Kaliber bietet – im Gegensatz zum anderen in der NATO verbreiteten Kaliber von 76 mm – realistische Möglichkeiten zum Landzielbeschuss. Für dedizierte Landangriffsfähigkeiten und insbesondere die Fähigkeit, GPS-gesteuerte Präzisionsmunition zu verschießen, müsste jedoch die Weiterentwicklung dieser Waffe, die 127/64 Lightweight, beschafft werden.
Als letzte Verteidigung gegen anfliegende Flugkörper sind außerdem zwei Goalkeeper-Nahbereichsverteidigungssystem von Thales eingeplant. Um einen 360-Grad-Schutz zu erreichen, sollte jeweils ein Geschütz am Heck auf dem Helikopterhangar und eines am Bug über der Brücke montiert werden. Bildern nach zu urteilen scheint jedoch lediglich die Evertsen beide Systeme erhalten haben, auf den anderen Einheiten ist jeweils nur das Heckgeschütz erkennbar.
Wie der Anschlag auf die Cole im Oktober 2000 zeigte, besteht eine erhebliche Bedrohung durch Angriffe mit kleinen schnellen Booten. Um solche abwehren zu können, sind auf allen Schiffen der De-Zeven-Provinciën-Klasse zwei 20-mm-Maschinenkanonen von Oerlikon Contraves (heute Rheinmetall) eingebaut.

### Hubschrauber
Jedes der Schiffe ist dafür ausgerüstet, einen Hubschrauber einzusetzen. Dazu befinden sich am Heck ein 18,8 m breiter und 27 m langer Landeplatz und daran anschließend ein Hangar, in dem ein Hubschrauber Platz findet. Eingesetzt wird die Marineversion des NH90 NFH.

### Elektronische Kampfführung
Zur Abwehr anfliegender Flugkörper sind neben den aktiven Maßnahmen (ESSM, Goalkeeper) vier Werfer vom Typ Mk 36 SRBOC für Radar- und IR-Täuschkörper eingerüstet. Um auch angreifende Torpedos abwehren zu können, befindet sich am Heck ein gezogenes Torpedotäuschkörpersystem vom Typ AN/SLQ-25 Nixie. Außerdem ist das Sabre-System von Thales für die elektronische Kriegführung vorhanden.